# Albert Thys

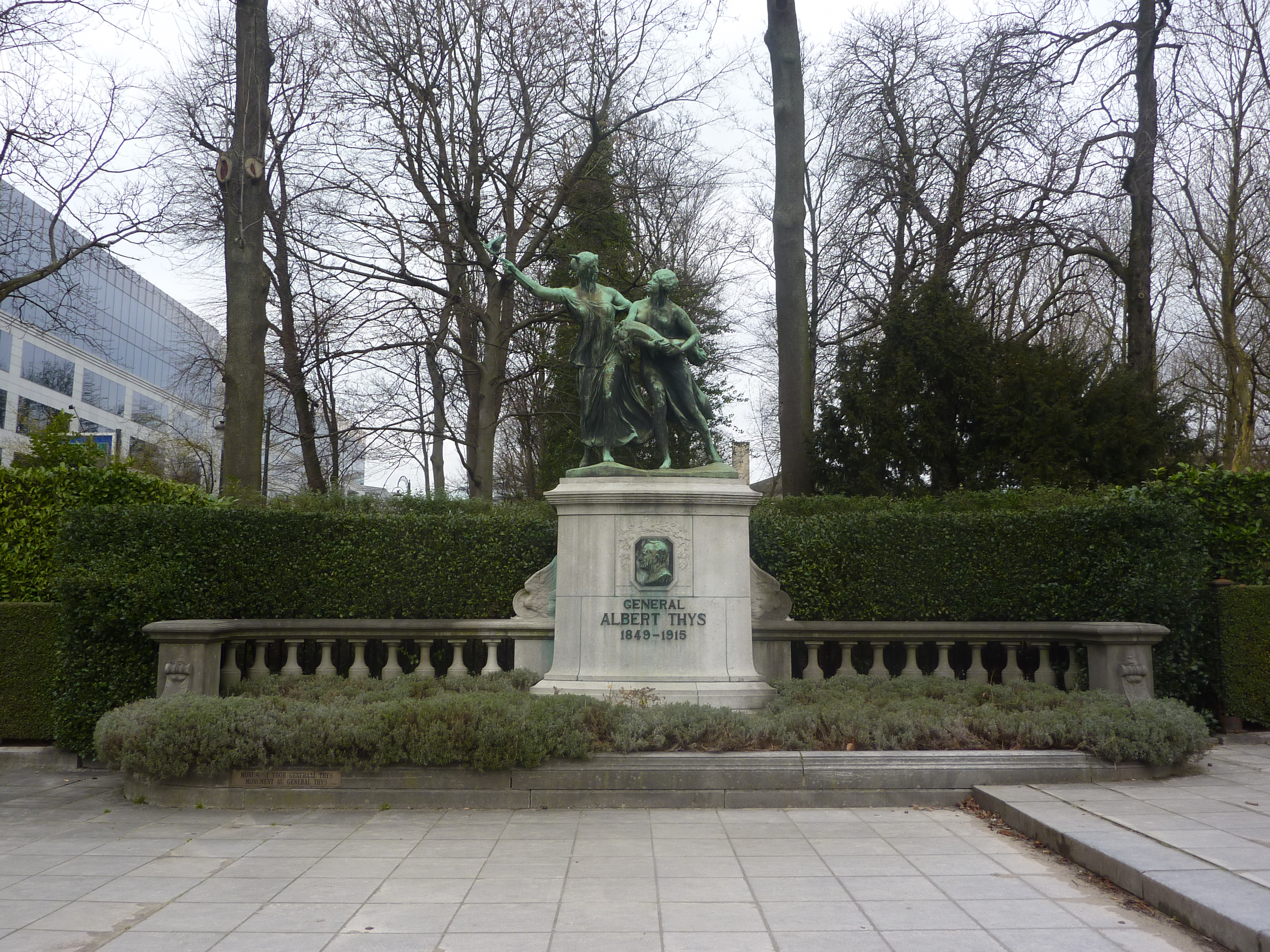
Monument al General Albert Thys, dins el parc del Cinquantenari, a Brussel·les

Albert Thys (Dalhem, 28 de novembre de 1849 - Brussel·les, 10 de febrer de 1915), fou un empresari, militar i polític belga que va col·laborar amb el rei Leopold II en l'establiment i explotació de l'Estat Lliure del Congo.

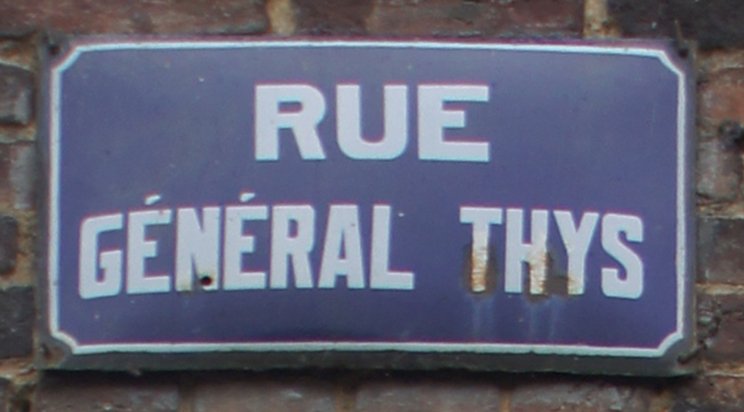
Rètol del Carrer General Thys a Dalhem

Va entrar al servei de Leopold II el 1876 com a secretari d'Afers Colonials. A la tornada de Henry Morton Stanley, el rei el va enviar a Anglaterra per proposar-li una nova expedició a l'Àfrica central a compte de l'Associació Internacional Africana. Els negocis al Congo es van establir sobre la base de les seves inversions en els ferrocarrils. Va crear la Companyia del Congo per al Comerç i la Indústria el 1886, així com diferents filials.